# 米德爾福克 (印地安納州傑佛遜縣)
米德爾福克（英語：Middlefork）是位於美國印地安納州傑佛遜縣的一個非建制地區。該地的面積和人口皆未知。